# Sporophyla cenospora
Sporophyla cenospora är en fjärilsart som beskrevs av Edward Meyrick 1897. Sporophyla cenospora ingår i släktet Sporophyla och familjen mott. Inga underarter finns listade i Catalogue of Life.